# Великий Краснояр
Великий Красноя́р (рос. Большой Краснояр) — село у складі Омутинського району Тюменської області, Росія.
Населення — 876 осіб (2010, 876 у 2002).
Національний склад станом на 2002 рік:
- росіяни — 89 %